# Igloo Island
Igloo Island är en ö i Kanada.   Den ligger i territoriet Nunavut, i den östra delen av landet, 1 800 km norr om huvudstaden Ottawa. Arean är 6,1 kvadratkilometer.
Terrängen på Igloo Island är platt. Öns högsta punkt är 126 meter över havet. Den sträcker sig 3,3 kilometer i nord-sydlig riktning, och 2,9 kilometer i öst-västlig riktning.
Trakten runt Igloo Island består i huvudsak av gräsmarker. Trakten runt Igloo Island är nära nog obefolkad, med mindre än två invånare per kvadratkilometer.